# Wilshire/Fairfax (Metro de Los Ángeles)
Wilshire/Fairfax es una estación en la línea D del Metro de Los Ángeles bajo construcción por la Autoridad de Transporte Metropolitano del Condado de Los Ángeles. Se encuentra localizada en los distritos de Mid-Wilshire en Los Ángeles, California, entre Wilshire Boulevard y Fairfax Avenue.
La línea esta bajo construcción de fase 1 de la extensión purpura por Los Ángeles. Esta por completar en 2025. Esta estación sirvira los museos LACMA, Y el Museos de los Oscars. Esta a menos de un kilómetro del The Grove y su marketa turística y los estudios de CBS, Television City.

## Servicios
Metro services
- Metro Local: 18, 20, 66, 207, 209
- Metro Rapid: 710, 720, 757, 920 (días de semanas en horas pico)

Otros servicios
- Foothill Transit: 481 (días de semanas en horas pico)
- LADOT DASH: Wilshire Center/Koreatown, Hollywood/Wilshire